# 張保仔
張保仔（1786年—1822年）原名張保，新會縣江門鎮水南鄉人，1810年以前廣東沿海著名華南海盜，至今為人所熟悉的廣東歷史和香港歷史人物。

## 生平

### 早年事蹟
改「張保」的名字是因為希望他平平安安，而廣東人喜愛把「仔」放在姓名後面。所以叫「張保仔」。本是新會疍民的兒子，他15歲時跟隨父親出海捕魚，但遭海盜鄭一擄走，年輕時成為了其部屬，或說是義子。有傳因為鄭一是雙性戀者，也喜歡男子，故與英俊的張保談起戀愛，後連鄭一的夫人鄭一嫂（石氏）都喜歡張保，三人發展成三角家庭，亦令張保在海盜內的地位大大提升。有次鄭一遇上颱風溺死，亦有說是被殺死。死後，其妻石氏被屬下擁立，續領紅旗幫為首領。當時女性地位低，為鞏固自己的勢力，鄭一嫂用張保仔為助手。後來張保因和鄭一嫂結為夫婦，從此紅旗幫所有領導權遂交由張保所繼承。

### 海盜生涯
紅旗海盜團全盛時期時，張保仔擁領三、四萬多海盜及六百艘戰船，堪稱南中國海最大的武裝勢力之一，江湖上素有『南海戰神』稱號，並以沿海島嶼為基地。他經常橫行廣東沿岸，主要劫掠沿海的運鹽官船或外國貨船。其他商船要經過他控制的地區，也要先交納「行水」（保護費）。相傳張保仔武功深湛，驍勇多計謀講義氣，雖然橫行南中國海域，但因張保仔本人出身貧苦，所以特別愛護平民，他們在向鄉民購買糧食時，往往加倍給錢。並保證不滋擾貧民和漁戶，嚴禁部下在駐紮地區掠奪。因而得窮人支持，百姓視他為劫富濟貧的俠盜。
清軍多次剿捕紅旗海盜。据兩廣總督百齡及廣東巡撫韓崶於嘉慶十四年(1709年）五月奏報，張保仔團夥因米糧短缺而登岸劫糧，由孫全謀等指揮官兵反擊。最大規模的一次戰役，是張保仔在赤鱲角遭清朝水軍封鎖圍剿，雙方各有約三萬海軍，數百艘船，炮二千。據葡萄牙文獻記載，葡清聯軍的艦隊與紅旗派海盜的主力艦隊曾經在大嶼山海面進行一場激戰。清嘉慶十五年（1810年），澳葡艦隊在大嶼山海面與紅旗派主力三百多艘武裝船相遇。張保所派出的兩支先鋒船隊被澳葡艦隊擊敗，於是親自率領水師駛抵戰場。海盜團分成六個小隊，每隊圍攻一艘葡萄牙戰船，試圖利用人數上的優勢，用登船肉搏的白兵戰術來擊敗葡萄牙人。而葡萄牙人則以密集式炮火攻擊對方，成功阻截海盜船逼近。眾小隊陣腳大亂，海盜無心戀戰，紛紛逃離戰場。張保乘大霧撤离赤鱲角，繼續與清軍對峙。

### 招安任官
經過赤鱲角海戰後，張保的紅旗派勢力銳減。加上兩廣總督百齡借招安瓦解了海盜間的互不侵犯的均勢，令黑旗幫、藍旗幫兩幫攻打紅旗幫。百齡委任已革千總周飛熊、花東苑帶檄文出洋陳說。嘉慶十五年（1810年）二月，張保仔向官府提出投降，雙方談判因故中止。四月，鄭一嫂赴廣州與兩廣總督百齡談判，協議接受招安，並將艦隊集合於香山縣外海芙蓉沙。四月二十日（1810年5月22日），百齡赴芙蓉沙接受張保仔、鄭一嫂投降，共計海盜婦孺17,318人、船226艘、砲1,315尊、兵器2,798件。張保仔正名為張保，清政府賞給千總頂戴，保留30艘船私人艦隊，留於廣東水師效力。六月三十日（7月30日），因擒獲西路海盜烏石二立功，賞戴藍翎，以守備超等升補。二十四年（1819年）四月，升授福建澎湖協水師副將。

## 後代
張保仔任澎湖副將後，家眷亦跟隨張保到澎湖定居，育有一子張玉麟及一女。張玉麟後代於澳門。

## 遺蹟
相傳廣東、香港等地有許多與張保仔有關的遺蹟，在長洲、塔門、南丫島和舂坎角都有張保仔藏金的傳說，最廣為人所知是長洲張保仔洞，至今一直流傳它是張保仔埋藏寶藏之地。不過有人認為張保仔洞極為狹窄，無法埋藏寶物，所以張保仔洞其實只是躲避清兵追捕或存放火藥的地方。另外也有流傳赤柱舂坎角的一間天后廟神枱下，有一專供張保仔遁逃之地道，然現今已被封。
但據葉靈鳳於《張保仔的傳說和真相》一書中指出，張保仔旗下的海盜勢力全盛時期共300艘戰艦，7萬多名部眾。以張保仔的地位及聲勢，官兵對之猶有所懼，張保仔不可能亦不須藏身於陸上山洞，亦不可能將金銀財寶埋藏於陸上，他認為香港故老相傳，有關張保仔藏寶之說多為傳說，而非真實。
此外，據許地山教授考查，指出現今香港島的西營盤是當年張保仔營寨的舊名。然而此說卻為香港作家葉靈鳳所否定，指出西營盤之名，純指開埠初期駐紮在港島西區一帶的英軍軍營。在港島歌賦山山腰，有張保仔舊時據守海島、以青磚和蠻石鑲砌而成的塹壕遺蹟。
除此之外，一條在香港島太平山山腰的古道，也被命名為張保仔古道，惟古道是否張保仔所開闢則無從稽考。
除此之外，據史書記載在清嘉慶年間在新會縣潮連鄉（今廣東省江門市蓬江區潮連島）周邊經常遭受紅旗幫進犯，在一場戰事中，張保仔的海盜船被打沉，留下十個字後逃之夭夭。後來周圍淤積成沙，鄉民們稱此地為特成沙。現今已建成公園紀念，取名為特成沙公園。

## 流行文化

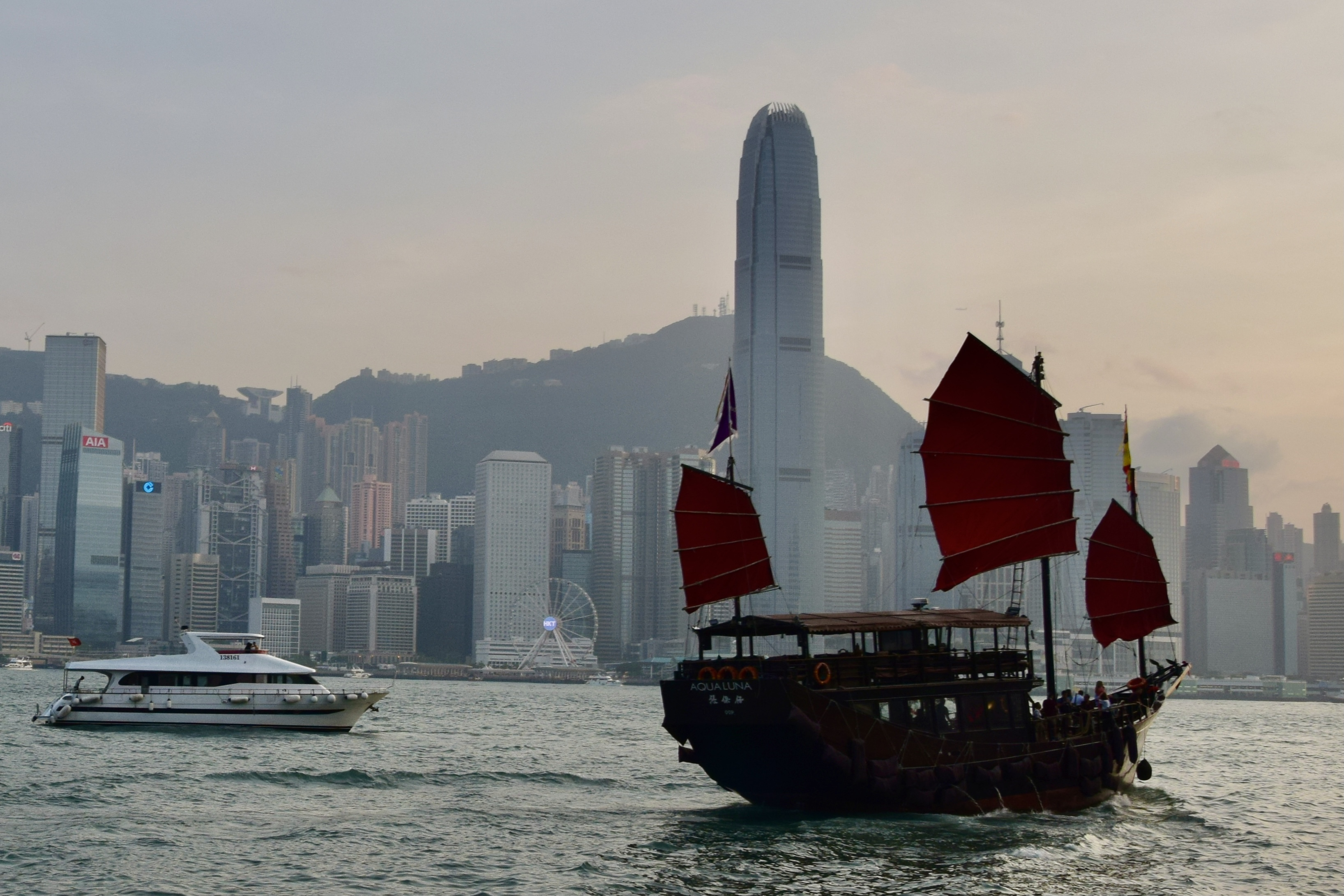
張保仔號帆船

每日穿梭維多利亞港的一艘運載旅客的三桅帆船就是以「張保仔」命名。
樂在棋中社會企業有限公司自2012年起，出版了一系列以張保仔藏寶為主題的桌上遊戲和繪本故事，包括《張保仔傳說》、《張保仔傳說2 藏寶香港》桌上遊戲及《張保仔傳說》繪本故事書等。
手機遊戲神魔之塔亦推出張保仔角色卡片為遊戲中玩家可選用的召喚獸之一。

## 影視作品

### 電影
| 首播/首映年份 | 影視作品                 | 飾演張保仔的男演員 | 播映電視台/製作單位    |
| ------------- | ------------------------ | ------------------ | ---------------------- |
| 1973年        | 《大海盜》               | 狄 龍              | 邵氏兄弟(香港)有限公司 |
| 1994年        | 《張保仔》               | 李元霸             | 百代影業公司           |
| 1994年        | 《黃飛鴻之五：龍城殲霸》 | 易天雄             |                        |
| 2017年        | 《神秘宝藏》             | 黄子華             | 博納影業集團           |

### 電視劇
| 首播/首映年份 | 影視作品       | 飾演張保仔的男演員 | 播映電視台/製作單位      |
| ------------- | -------------- | ------------------ | ------------------------ |
| 1988年        | 《張保仔》     | 黃元申             | 亞洲電視                 |
| 1997年        | 《千秋家国梦》 | 刘家辉             | 广州千秋广告传播有限公司 |
| 2015年        | 《張保仔》     | 洪永城             | 電視廣播有限公司         |

## 相關
- 扯旗山
- 東營盤，設於北角與筲箕灣之間的七姊妹道附近。
- 紅旗幫，鄭一。
- 黑旗幫，郭婆帶（郭學顯、郭學憲）。
- 藍旗幫，烏石大、烏石三、揚片容、周添、鄭耀章等人。
- 綠旗幫，馮聯貴。
- 華南海盜

## 注腳
1. ↑  . 清代檔案檢索系統. 嘉慶14年05月28日(1809-07-10).
2. ↑  《香山縣鄉土志 （页面存档备份，存于）》卷三·兵事錄·張保之亂：「四月，贼张保、郑石氏、萧鸡烂等归正。总督百龄亲莅香山抚之。是时，张保等久居洋面，人众艰食，卤潮蚀船，不能修葺，因有归顺志。地方大吏，以兵力不能制，亦遣官谕之，而未信也。湖南人周飞熊者，流寓澳门，与保有旧，请于制府，奉檄往说，保等意决，约会舟邑城南大涌村前面，制府为信，许之。樊封《南海百咏诗》注云：十四年十月，有白旗帮盗首郭学显来归，厚抚之；而红旗帮张保、黑旗帮麦有金纵横海面如故。龄募有力略者往觇贼，有蜀人周飞熊，花东苑者应募。二人往来海上几半载，始得见张保，陈说万端，而郑一嫂始决计降，约总督于芙蓉沙会面。」
3. ↑  安東尼·羅伯特著、梁敏玲譯，〈國家、社區與廣東省鎮壓海盜的行動，1809-1810〉，載國家清史編纂委員會編譯組編，《清史譯叢(第十輯)》（濟南，齊魯書社，2011年4月），171頁。原文J. Antony Robert. . Late Imperial China (Johns Hopkins University Press). June 2006, 27 (1). ISSN 1086-3257. 简明摘要.
4. ↑  《大清仁宗睿皇帝實錄》卷二百三十一，嘉慶十五年六月壬子：「谕内阁：百龄奏，生擒积年巨寇乌石二等首夥各犯并帮匪带船投诚及盗首东海霸等悉数乞降海洋肃清一摺。……此次兵船在儋州洋面追及乌石二等匪船，童镇升、黄飞鹏等即挥令连环攻击，经首民张保认定乌石二坐船、奋勇逼拢、首先跳过将该逆生擒，副将洪鳌、署都司胡佐朝、委员花东苑、周飞熊等将盗首乌石三及贼目郑耀章等擒获。……粤洋著名大股盗匪除投首外均已悉数歼除，全省洋面一律荡平，允宜特沛殊恩，用昭懋赏。張百龄，著加太子少保衔，赏戴双眼花翎，给予二等轻车都尉世职；童镇升，著赏戴花翎，给予云骑尉世职；韩崶、黄飞鹏，著赏戴花翎，交部议叙；随同办事之道员温承志，著赏给按察使衔并赏戴花翎；朱尔赓额，著赏戴花翎，交部议叙。藩司曾燠、臬司陈若霖，亦著交部议叙；孙全谋，著赏戴花翎，以游击超升；副将洪鳌、署都司胡佐朝，俱赏戴花翎，交部议叙；委员花东苑、周飞熊，俱著赏戴蓝翎，交部议叙；千总顶带张保，著赏戴花翎，以守备超升。并著将此次在事出力官弁查明分别等次保奏。」
5. ↑  江南道監察御史林則徐，嘉慶二十五年二月癸丑〈副將張保不宜駐守澎湖並請限制投誠人員品位摺〉：「江南道監察御史林則徐跪奏，為投誠出身之水師副將駐守海外要地，恐屬非宜……臣查現任該協副將張保，即係廣東投誠之張保仔，從前在洋為匪，伙眾至一萬七千餘人之多，鎮將大員屢被戕害。……旋即疊次超升，於上年四月間補授福建澎湖協副將。距悔罪乞降之始未屆十年，而在營遷轉之階已躋二品，從此升任之速，未有過於此者。」載《林則徐全集》（福州：海峽文藝出版社，2002年）。《大清仁宗睿皇帝實錄》卷三百六十七，嘉慶二十五年二月癸丑：「谕军机大臣等：福建澎湖协水师副将，前经该省以张保题升。张保系由海盗投诚之人，澎湖孤悬海外，地方险要，副将统辖舟师责任綦重，张保在彼究属非宜。国家立贤无方，如桂涵、罗思举皆由乡勇出身，用至总兵，均能称职，该二员本系良民，由军功洊擢，所属将弁兵丁无不翕服。若张保系盗贼出身，从前聚众至一万七千余人之多，戕害生灵无算，恐其旧性未驯。且朕闻该员常食鸦片烟、不知礼节、诸多任性，所属舟师亦不能约束，时有赌博奸淫讹诈逼吓之事，若在任日久，恐所属备弁心怀不服、别生枝节。著董教增接奉此旨，即密行访查，张保在任有何恣纵劣迹，即他无确据，其服食鸦片烟已属有玷官箴，一面以商办公事为名，先将该员调至省城再行具摺劾参。将此谕令知之。」
6. ↑  .   [2019-02-01]. （原始内容存档于2009-02-05）.
7. ↑  葉靈鳳. 張保仔的傳說和真相載於Google圖書，2011-07，香港中華書局，ISBN 9789888104727
8. ↑  《香港二十八總督》(2012年),張連興
9. ↑  . 東方日報.   [2019-02-01]. （原始内容存档于2011-09-05）.

## 外部連結
- (PDF). 田野與文獻 (香港科技大學華南研究中心). 2007-01-15, (第46期 （清）袁永綸著《靖海氛記》箋註專號): 6–25  [2021-08-14]. （原始内容存档 (PDF)于2016-03-03）.

| 前任： 郭揚聲 | 澎湖水師協副將 1845年上任 | 繼任： 謝焜 |